# Unió Esportiva Llagostera
La Unió Esportiva Llagostera és un club de futbol català de la vila de Llagostera, municipi del Gironès, fundat el 1947. La temporada 2025-2026 competeix a la quarta catalana.
Va arribar a jugar a la Segona Divisió, primer al Municipal de Llagostera i després al Nou Estadi de Palamós, si bé les categories inferiors continuaven jugant al Municipal de Llagostera. El primer equip, que la temporada 2004-2005 jugava a Segona Regional, en nou temporades va viure sis ascensos fins a arribar al futbol professional, esdevenint el municipi menys poblat dels Països Catalans a tenir un equip professional de la història.
L'equip va desaparèixer el 2022, any en què passà a anomenar-se Club de Futbol Badalona Futur amb la intenció de ser absorbit pel Club de Futbol Badalona, fet que no s'acabà produïnt. El mes de maig de 2025 es van retornar els drets del club, escut i símbols al municipi, engegant de nou el club des de 4a catalana amb el nom original. A partir de la temporada 2025-2026 competeix al Grup V de Quarta Catalana.

## Història
Entre el 1915 i el 1920 sorgí la Unió Sport Club Llagostera, una entitat impulsada per Abelard Fàbregas. Aviat va canviar de nom per a dir-se Club Esportiu Llagostera, amb Julià Cutiller com a màxim representant. Durant aquests anys compartí la seva vida esportiva amb la Penya La Nao. Amb la Guerra civil espanyola, el futbol passà a segon terme.
Amb el nom original de Unión Deportiva Llagostera, el club va ser fundat el novembre de 1947 per l'alcalde de la localitat en aquells temps, Leandre Calm, qui també fou el seu primer president. Va participar en els campionats provincials de la Federació Catalana a partir de la temporada 48/49. Fins a la temporada 60/61 no va aconseguir ascendir a Primera Regional, però a la 61/62 va tornar a descendir. Amb la presidència de Pompeu Pascual i Coris entre 1962 i 1969 l'equip va tornar a Primera Regional, fins que a la temporada 68/69 van tornar a Segona Regional. Més endavant, a la temporada 71/72, l'equip va baixar a Tercera Regional i va adoptar el nom Club de Futbol Llagostera. Tota la dècada va estar a aquesta categoria fins que la temporada 80/81 no es va presentar.
El 1981 representa un punt d'inflexió pel club llagosterenc. L'equip va recuperar el nom anterior i a la temporada 82/83 va ascendir a Segona Regional, encadenant un nou ascens a la temporada 83/84 que els portà a militar a Primera Regional des de la temporada 84/85 fins a la temporada 91/92, coincidint amb la segona etapa de presidència de Pompeu Pascual i Coris entre 1988 i el 1992.

### La dècada dels ascensos

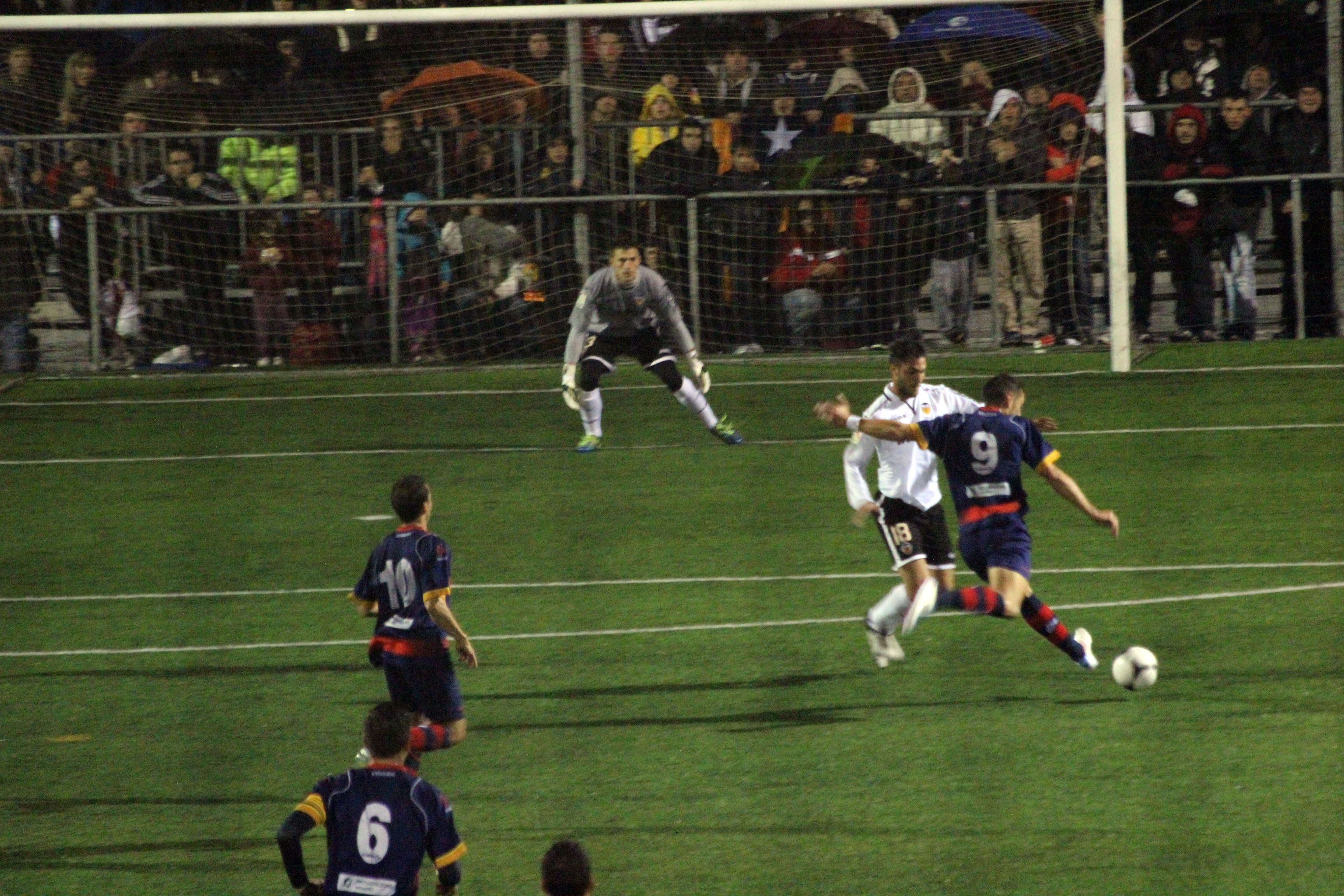
Un moment del partit entre la Unió Esportiva Llagostera i el València Club de Futbol als setzens de final de la Copa del Rei del 2012 al Municipal de Llagostera.

L'equip es va mantenir a Segona Regional fins que, amb Josep Valentí de president i Oriol Alsina a la banqueta, la temporada 04/05 es va guanyar l'ascens a Primera Regional, encadenant un nou ascens a la temporada 05/06 a Preferent. Aquest seria l'inici d'una dècada daurada, en què s'encadenarien fins a sis ascensos en deu anys. La temporada 07/08 aconsegueix accedir a Primera Catalana per primera vegada en la història del club.
El juliol de 2008 Isabel Tarragó, esposa del tècnic Oriol Alsina, va accedir a la presidència el club en substitució de Josep Valentí. La temporada 2010-11 es proclama campió de Tercera Divisió en la seva segona campanya en la categoria aconseguint l'ascens a Segona Divisió B. Oriol Alsina, doncs, havia aconseguit cinc ascensos en set anys.
A la temporada 2011-2012 va participar per primer cop en la Copa del Rei. En la 2012/2013, l'equip va finalitzar en 10è lloc a Segona B. A la Copa del Rei va arribar als setzens de final. El 28 de novembre del 2012 va jugar els setzens de final d'aquesta competició contra el València al Municipal de Llagostera. A la Copa Catalunya, l'equip va arribar a les semifinals, on va caure davant l'Espanyol (3-0) al Nou Estadi de Tarragona.
La temporada 2013-2014 es proclamà campió del grup 3r de la Segona Divisió B. A l'eliminatòria directa per l'ascens, contra el Real Racing Club de Santander va empatar 0-0 a Llagostera i va perdre a l'estadi El Sardinero per un 0-1. Després, contra el Real Avilés Club de Fútbol va perdre 2-0 al seu camp i va guanyar per 3-0 a Llagostera. L'eliminatòria definitiva, contra el Club Gimnàstic de Tarragona, es va resoldre amb un 2-1 al Nou Estadi de Tarragona i un 3-1 a la pròrroga a Llagostera, el resultat representava l'ascens a Segona A. D'aquesta manera un equip que la temporada 2004-2005 jugava a Segona Regional, en nou temporades va viure sis ascensos fins a arribar al futbol professional, i va aconseguir que Llagostera sigui la ciutat amb menys habitants a tenir un equip professional al futbol espanyol.
Després de 2 temporades a Segona Divisió, la 2014-2015 i la 2015-2016, l'equip va acabar 20è en aquesta última i va perdre la categoria. La temporada 2016-2017 va quedar 14è del grup 3r de Segona Divisió B i, la temporada següent, se situà 16è, en posicions de play-out. Després de perdre l'eliminatòria de descens amb l'Izarra, va baixar a Tercera Divisió.

### Retorn a la Unió Esportiva Llagostera
El 16 de maig de 2025, el propiertari del Club de Futbol Badalona Futur va cedir de forma altruista els drets de la història UE Llagostera per tal de que podés competir de nou. L'artífex d'aquest retorn, com apunten els mitjans de comunicació locals, va ser Albert Vinyes del Club de Futbol Base Llagostera, club creat poc després de la creació de la UE Costa Brava i la marxa del club del municipi de Llagostera.
D'aquesta manera, el club va ser admès al Grup V de la Quarta Catalana i el seu debut es produirà el proper 20 de setembre al camp del Club de Futbol Base Vilobí 2015.

### Copa Federació
El 2 de desembre de 2020, el Llagostera va guanyar la Copa Federació per primera vegada en la seva història, en derrotar a la final jugada a Las Rozas de Madrid el Las Rozas CF en la pròrroga per 1 gol a 2.

### Canvi de nom
El 31 de juliol del 2021 el club va anunciar que canviava el nom pel d'Unió Esportiva Costa Brava. El 16 de maig del 2025 es va tornar al nom original.
Evolució del nom:
- 1947–1972: Unió Esportiva Llagostera
- 1972–1981: Club de Futbol Llagostera
- 1981–2015: Unió Esportiva Llagostera
- 2015–2021: Unió Esportiva Llagostera-Costa Brava
- 2021–2022: Unió Esportiva Costa Brava
- 2022: es converteix en Club de Futbol Badalona Futur
- 2025: retorn a la Unió Esportiva Llagostera

## Estadi
L'estadi de la UE Llagostera és el Camp Municipal d'Esports de Llagostera, ubicat a l'Avinguda de l'Esport. El recinte va ser inaugurat el 3 de febrer de 1948 al barri de Sant Llorenç. Els successius ascensos de la UE Llagostera van obligar a remodelar l'estadi, pel que el club es va veure obligat a jugar, durant un temps, a la localitat de Santa Cristina d'Aro. Les obres es van realitzar durant la temporada 2008/09 i van culminar amb la instal·lació de gespa artificial. El 2013 l'estadi tenia capacitat per a 1.400 espectadors. En un enfrontament de setzens de final la Copa del Rei de futbol 2012-13 amb el València Club de Futbol, es van instal·lar grades supletòries per arribar als 2.500 espectadors. Al partit de tornada de l'eliminatòria que donà l'ascens a segona A, el juliol del 2014, quan es va arribar als 3.000 espectadors.
El 2014, i davant la impossibilitat de complir els requisits de la Lliga de Futbol Professional per a jugar a la Segona divisió espanyola de futbol, el Llagostera hagué de cercar un altre estadi per a jugar. Després que les negociacions per jugar a l'Estadi Municipal de Montilivi no prosperessin, finalment el primer equip del Llagostera optà per jugar al Nou Estadi de Palamós. Si bé aquest estadi entre el 1989 i el 1995 acollí partits de Segona A, van caler millores per a poder acollir els partits del Llagostera.

## Estadístiques
- Temporades a 1a: 0
- Temporades a 2a: 2
- Temporades a 2a B: 3
- Temporades a 3a: 2

## Palmarès
- 1 cop campió de la Copa Federació (2020)
- 1 cop campió de Primera Territorial (2005/06)
- 2 cops campió de Tercera Divisió Gr.5 (2010/11) i (2018/19)
- 1 cop campió de 2 divisió B  Gr.3 (2013/14)

## Evolució de l'uniforme[22]
| 1955 | 1967 | 1978 | 1981 | 1996 | 2010 |

## Temporades
| - 1999-00: Segona Terr 6è - 2000-01: Segona Terr 16è - 2001-02: Segona Terr 14è - 2002-03: Segona Terr 8è - 2003-04: Segona Terr 15è - 2004-05: Segona Terr 2n |  | - 2005-06: Primera Terr 1r - 2006-07: Preferent Terr 8è - 2007-08: Preferent Terr 2n - 2008-09: Primera Cat 3r - 2009-10: Tercera Div 8è - 2010-11: Tercera Div 1r |  | - 2011-12: Segona Div B 5è - 2012-13: Segona Div B 10è - 2013-14: Segona Div B 1r - 2014-15: Segona Div 9è - 2015-16: Segona Div 20è |  | - 2016-17: Segona Div B 16è - 2017-18: Segona Div B 16è - 2018-19: Tercera Div 1r - 2019-20: Segona Div B 13è - 2020-21: Segona Div B - 2025-26: Quarta Catalana |  |  |